# دولت‌محمد آزادی

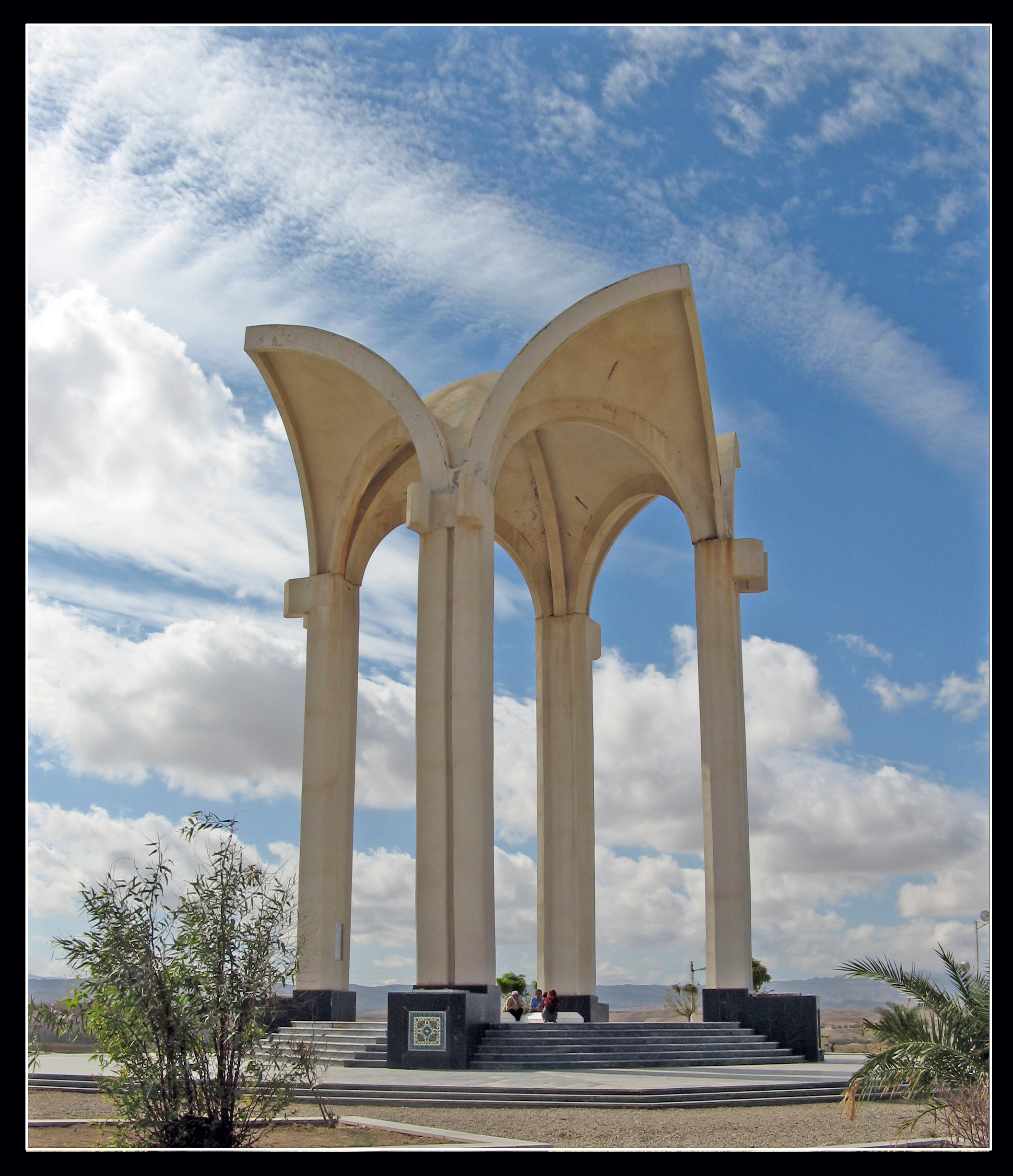
آرامگاه دولت‌محمد آزادی و پسرش مختومقلی، ۱۳۸۸

دولت محمد آزادی (۱۱۱۲ ه. ق - ۱۱۷۴ ه. ق) یکی از شاعران ترکمن‌زبان از اهالی ترکمن‌های ایران در قرن دوازدهم هجری قمری و پدر مختومقلی فراغی شاعر ملی ترکمنان است. 

## زندگی شخصی
دولت محمد (دولت مامد) در نواحی اطراف رود اترک متولد شد و تحصیلات اولیه را از پدرش مختومقلی دیوئه‌چی آموخت و پس از آن برای تحصیل بیشتر به خیوه رفت.
دولت محمد در میانسالی با زنی به نام ارازگل ازدواج کرد، شش فرزند به نام‌های محمدصفا، عبدالله، مختومقلی، قاهرقلی (نوادگان او در جرگلان، شهرستان بجنورد زندگی می‌کنند)، قولچه و زبیده از او داشت که محمدصفا و عبدالله در جوانی به سپاه احمد شاه درانی پیوسته و در جنگ کشته شدند. پس از مرگ ارازگل با زنی قزاق ازدواج کرده و چاقی و یاری از او به دنیا آمدند که نوادگان آن‌ها هم‌اکنون در قاری قلعه ساکن هستند. 
او در ۱۱۷۴ هجری (۱۷۶۰ میلادی) درگذشت و مزار او در روستای آق تقه در غرب مراوه تپه (در جوار مقبره فرزندش) قرار دارد.

## نویسندگی
آزادی لقب ادبی دولت محمد بود. او گرایش مذهبی زیادی داشت و در آثاری به نام‌های مناجات‌نامه و مختصر (با حاشیه مختومقلی) به مسائل دینی پرداخته است. او در مهم‌ترین کتاب خود به نام وعظ آزادی به اهمیت گسترش دانش و کاهش اختلاف طبقاتی برای پیشرفت جامعهٔ خویش اشاره داشته‌است.